# Nicomède (Corneille)
Pour les articles homonymes, voir Nicomède.
Nicomède est une tragédie de Pierre Corneille représentée pour la première fois en 1651.
Cette pièce trouve sa source dans un écrit de Justin sur la politique de Rome envers ses alliés, notamment les petits souverains d’Orient. Le Nicomède qui donne son nom à la pièce est inspiré du fils du roi de Bithynie Prusias II, à qui il succède en 149 av. J.-C. sous le nom de Nicomède II. L’ardente actualité du poète dramatique en pleine Fronde lui inspire cette pièce fondée sur un affrontement entre idéaux aristocratique et politique, entre le héros et l’État.

## Résumé
La tragédie met en scène deux frères, Nicomède et Attale, nés du même père, Prusias, roi de Bithynie. Attale, fils issu de l’union avec Arsinoé, seconde épouse de Prusias, a été élevé à Rome d’où il est revenu récemment. Arsinoé, ambitieuse qui règne à la cour et domine son mari, déteste Nicomède et veut placer son jeune fils sur le trône à la place de l’aîné. De plus, Laodice, jeune reine d’Arménie confiée à Prusias par son père, est aimée des deux frères mais porte sa préférence sur Nicomède.
Le peuple se révolte et réclame Nicomède comme roi, celui-ci ayant été victime d’Arsinoé qui l’éloigne en le mettant aux mains de Rome, en la personne de Flaminius. Cependant, un inconnu met fin à sa captivité en tuant Araspe. Cet inconnu sera finalement révélé grâce à un diamant que lui a donné Nicomède. Il s'agit d'Attale qui a libéré son frère du joug romain. Prusias et Flaminius préférant fuir, Arsinoé se retrouve seule lors du retour du prince-héros. Les deux autres décideront in extremis de revenir pour mourir avec elle mais Nicomède choisit de leur pardonner. Il laisse son père sur le trône et annonce à Flaminius qu'il préfère être l'ennemi des Romains plutôt que d'être leur allié car les exigences romaines sont inacceptables. En effet, le roi ne pourrait épouser une reine et Nicomède ne pourrait continuer à étendre son territoire en faisant des conquêtes militaires.

### Dénouement
L’homme mystérieux qui a libéré Nicomède n’est autre qu’Attale, il est celui qui dénoue les fils de l’intrigue mais tout le mérite retombe néanmoins sur Nicomède. Nicomède se rapproche du trône, prend peu à peu les rênes du pouvoir face à un Prusias qui les lâche malgré lui mais clôt la pièce sur une réplique proche du comique, ce qui fait de lui un roi sans aucune crédibilité. Les portes sont alors ouvertes à Nicomède qui grâce à sa générosité gagne le pouvoir et l’amour de Laodice. La paix familiale rétablie semble toutefois très peu sincère.
Nicomède, à cause de ce dénouement heureux, n’est parfois pas considérée comme une authentique tragédie. Certains pensent qu'il s'agit d'une comédie héroïque.

## Personnages
- Prusias : roi de Bithynie.
- Flaminius : ambassadeur de Rome.
- Arsinoé : seconde femme de Prusias.
- Laodice : reine d'Arménie.
- Nicomède : fils aîné de Prusias issu du premier lit.
- Attale : fils de Prusias et d'Arsinoé.
- Araspe : capitaine des gardes de Prusias.
- Cléone : confidente d'Arsinoé.

## Représentation
Pour la première fois représentée en janvier 1651 sur la scène du théâtre de l'Hôtel de Bourgogne, la pièce connut un grand succès. Selon l'expression de Corneille lui-même dans son « Avertissement au lecteur », elle « ne déplut pas ». Dans son « Examen » de la pièce de 1660, la prédilection de Corneille pour sa pièce est évidente : « Je ne veux point dissimuler que cette pièce est une de celles pour qui j'ai le plus d'amitié ».
Pour les débuts de sa troupe au Louvre en octobre 1658, Molière choisit Nicomède.

## Vérité historique
Corneille a adapté le récit de l'historien romain Justin pour écrire sa pièce : 
- La rivalité du père et du fils ne conduit pas le héros à un acte de violence : au contraire, Nicomède cherche à inspirer à Prusias l'orgueil de son rang et le sentiment de ses devoirs de roi.
- Dans la pièce, Nicomède est le disciple d'Annibal, qui était dans la réalité déjà mort depuis trente-six ans.
- L'ambassadeur Flaminius est introduit dans la pièce afin de rendre plus concrète l'emprise romaine. Corneille choisit de faire de l'ambassadeur le fils du consul Caïus Flaminius, tué dans la bataille du lac Trasimène face à l'armée carthaginoise de Hannibal Barca (217 av. J.-C. - Deuxième guerre punique). Cet arrangement permet de renforcer l'aspect dramatique de la situation entre le proconsul romain qui a forcé Annibal à s'empoisonner et Nicomède qui n'hésite pas à faire allusion à ces évènements.
- Les personnages de Laodice, reine d'Arménie, d'Arsinoé, seconde femme de Prusias, et d'Attale, fils d'Arsinoé élevé par les Romains sont inventés.

## Tonalité
Plusieurs scènes de la pièce relèvent de la comédie : l'allure de certains dialogues, la méprise d'Attale au premier acte, les scènes où Arsinoé accuse Nicomède et feint ensuite de prendre sa défense pour mieux le perdre ainsi que le rôle de Prusias rappellent Don Sanche d'Aragon (1650). 